# Podwidrańce
Podwidrańce (lit. Paūdronys) − wieś na Litwie, w rejonie solecznickim, 9 km na wschód od Turgieli, zamieszkana przez 41 ludzi. Przed II wojną światową w Polsce, w powiecie wileńsko-trockim województwa wileńskiego.